# Новая Осиновка (Воронежская область)
Новая Осиновка — село в Острогожском районе Воронежской области. Входит в Веретьевское сельское поселение.

## Население
| 1859 | 1897  | 2000 | 2005 | 2010 |
| ---- | ----- | ---- | ---- | ---- |
| 1771 | ↘1106 | ↘466 | ↘456 | ↗457 |

## Инфраструктура
В селе имеется три улицы — А. Оплачко, Набережная и Подгорная, а также переулок Дачный.
Здесь находится Новосиновская специальная (коррекционная) общеобразовательная школа-интернат.

## Люди, связанные с селом
В селе родился Александр Алексеевич Оплачко — Герой Советского Союза.